# Чельберг, Фритьоф
Йоханес Фритьоф Чельберг, более известный, как Фритьоф Чельберг (швед. Frithiof Kjellberg; 6 февраля 1836, Йёнчёпинг-Кристина — 16 декабря 1885[…], Клара, Стокгольмское обер-губернаторство) — шведский скульптор.

## Биография
Будущий скульптор родился в Йёнчёпинге в семье кожевника, которого тоже звали Йоханес Фритьоф Чельберг, и его жены Элизы Стилле. Он учился своему ремеслу у скульптора Юхана Петера Молина, и в дальнейшем считался «последним классиком среди шведских скульпторов». 
Наиболее известной работой Чельберга стал памятник Карлу Линнею, выдающемуся шведскому учёному. Первоначальный вариант памятника был открыт в Стокгольме 13 мая 1885 года. За создание этого памятника Чельберг был награждён шведским орденом Полярной звезды. 
В дальнейшем этот памятник был признан удачным, и 1891 году скульптор повторил его для Чикаго. Однако, чикагская версия, хотя и установлена на постамент сложной формы, не содержит по сторонам его дополнительных скульптур. 
Сегодня второй вариант памятника установлен поблизости от Мемориальной библиотеки Харпера Чикагского университета. 
Кроме того, ещё одно повторение статуи Карла Линнея (без постамента) украшает интерьер здания Линневского общества в Лондоне.
Кроме памятника Линнею, Чельберг выполнил большое количество бюстов и скульптур. Он также плодотворно сотрудничал с Густавсбергским фарфоровым заводом, где фарфоровые скульптуры по его моделям производились вплоть до 1931 года. 
Помимо этого, Чельберг занимался преподавательской деятельностью в Стокгольмской академии художеств, где был профессором с 1873 года. 
Среди его учеников был Густен Линдберг. 
Чельберг не был женат и не имел детей. Он скончался в Стокгольме в 1885 году и был похоронен на кладбище Сольна.

## Галерея

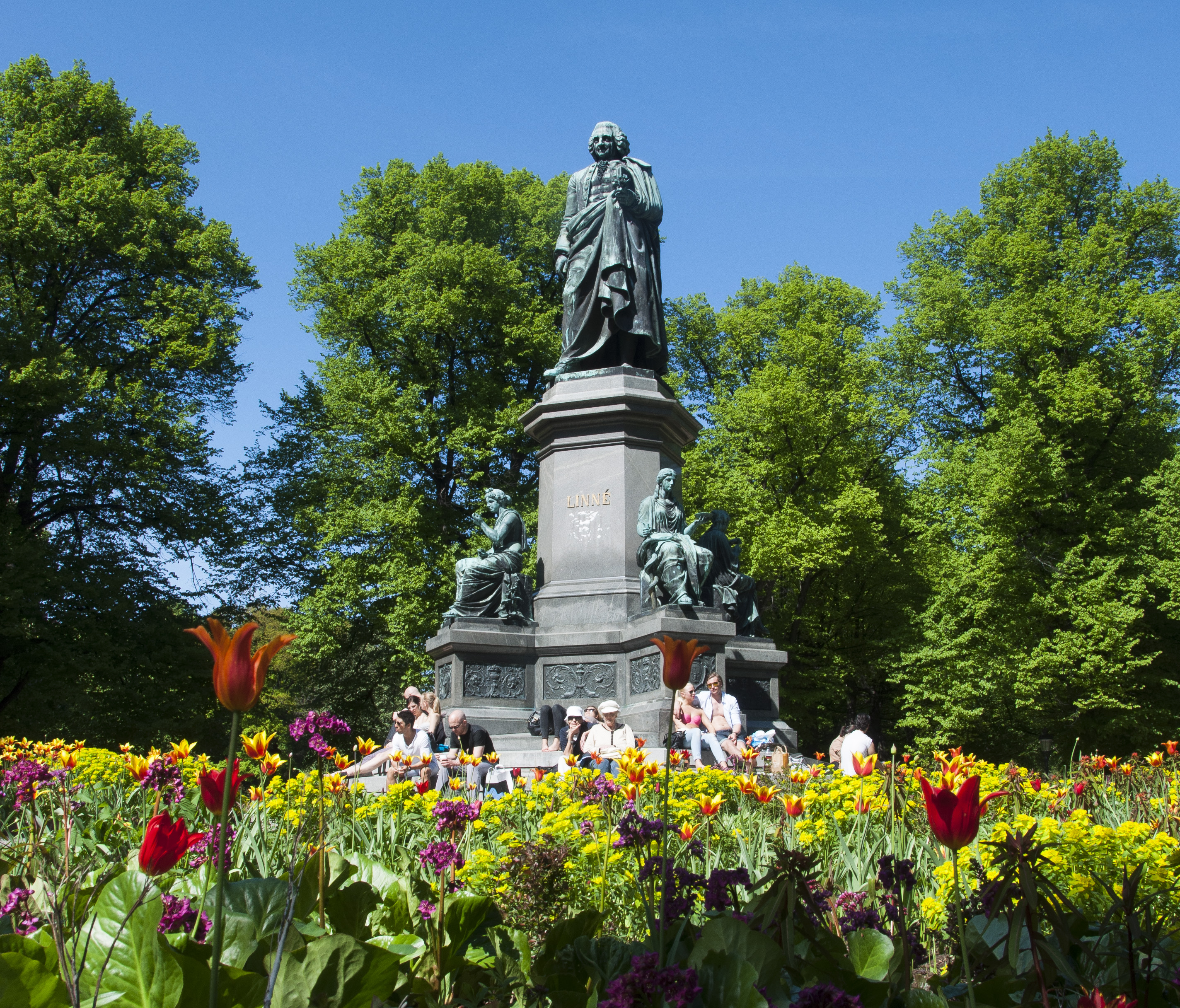
Памятник Карлу Линнею, Стокгольм.
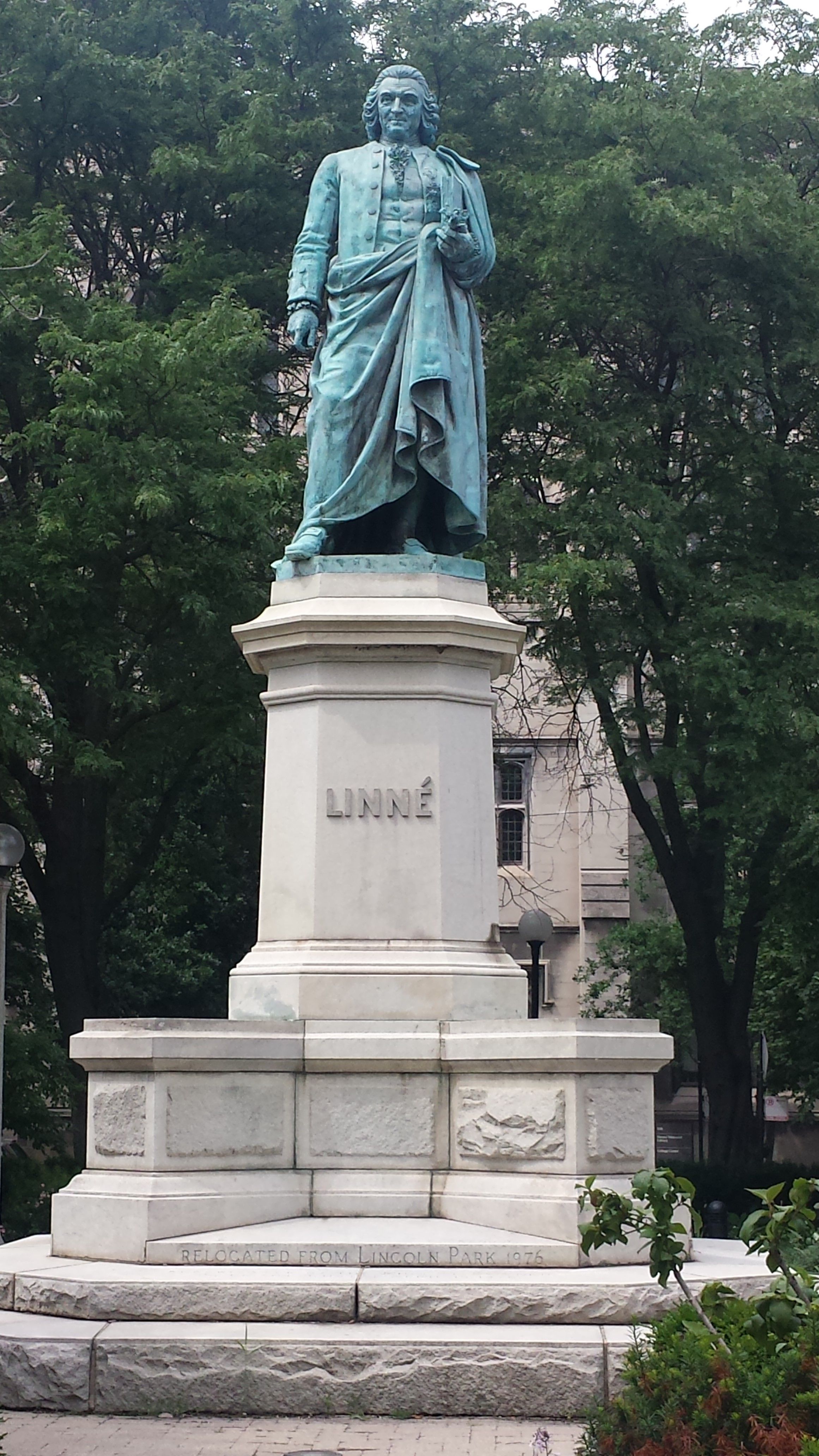
Памятник Карлу Линнею, Чикаго.
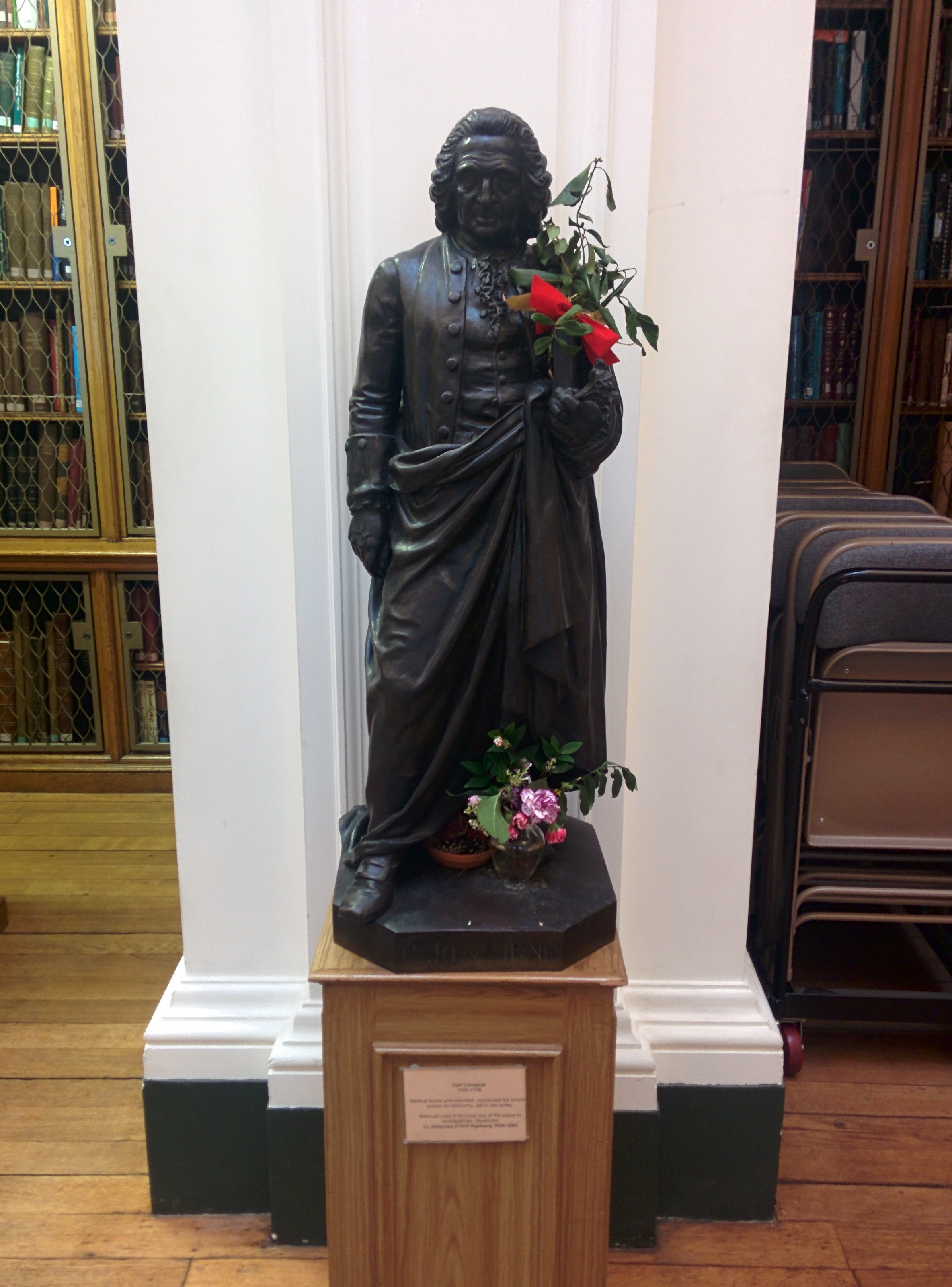
Статуя Карла Линнея в здании Линнеевского общества, Лондон.
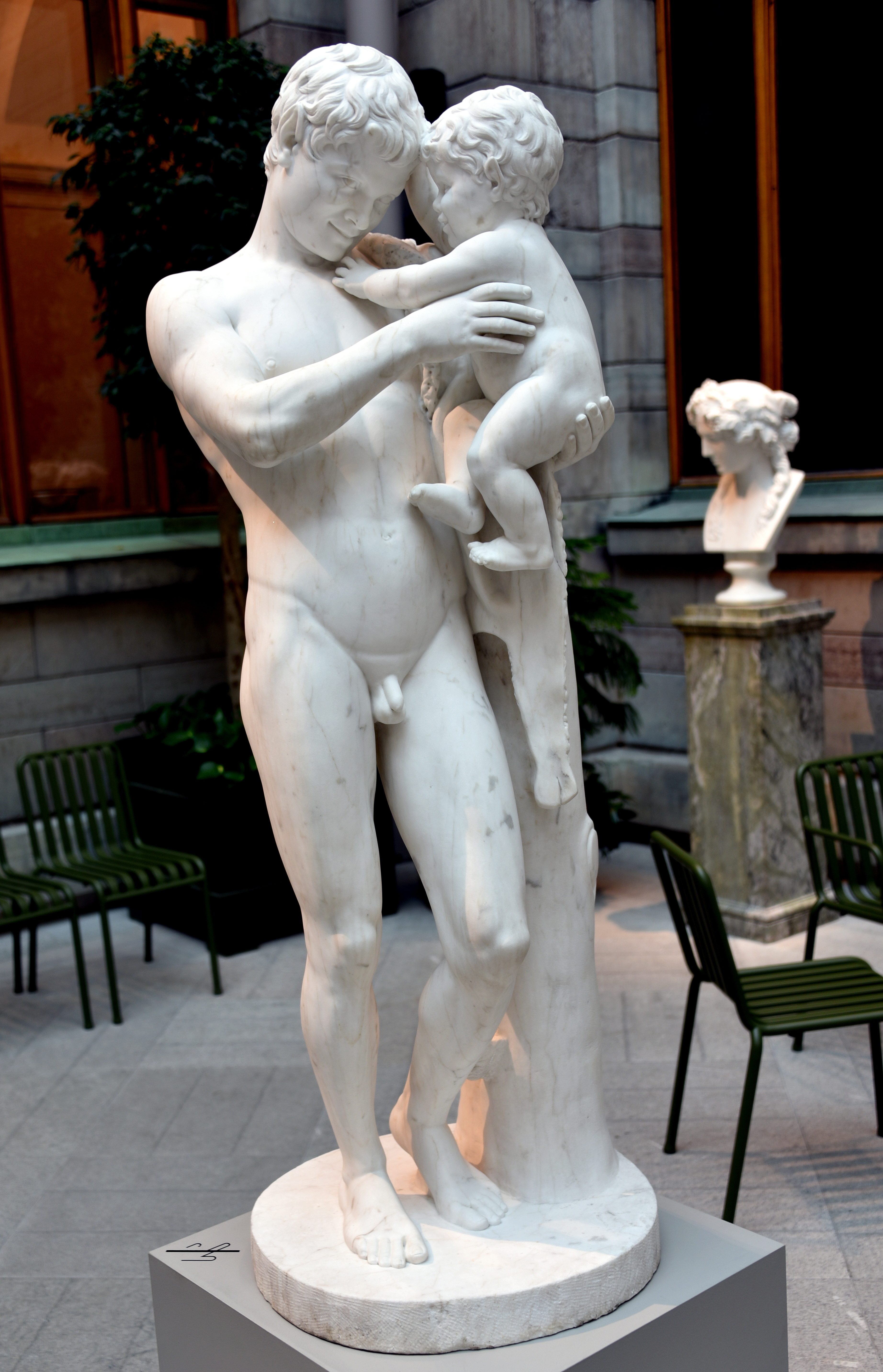
Фан, играющий со своим младшим братом. Национальный музей Швеции, Стокгольм.
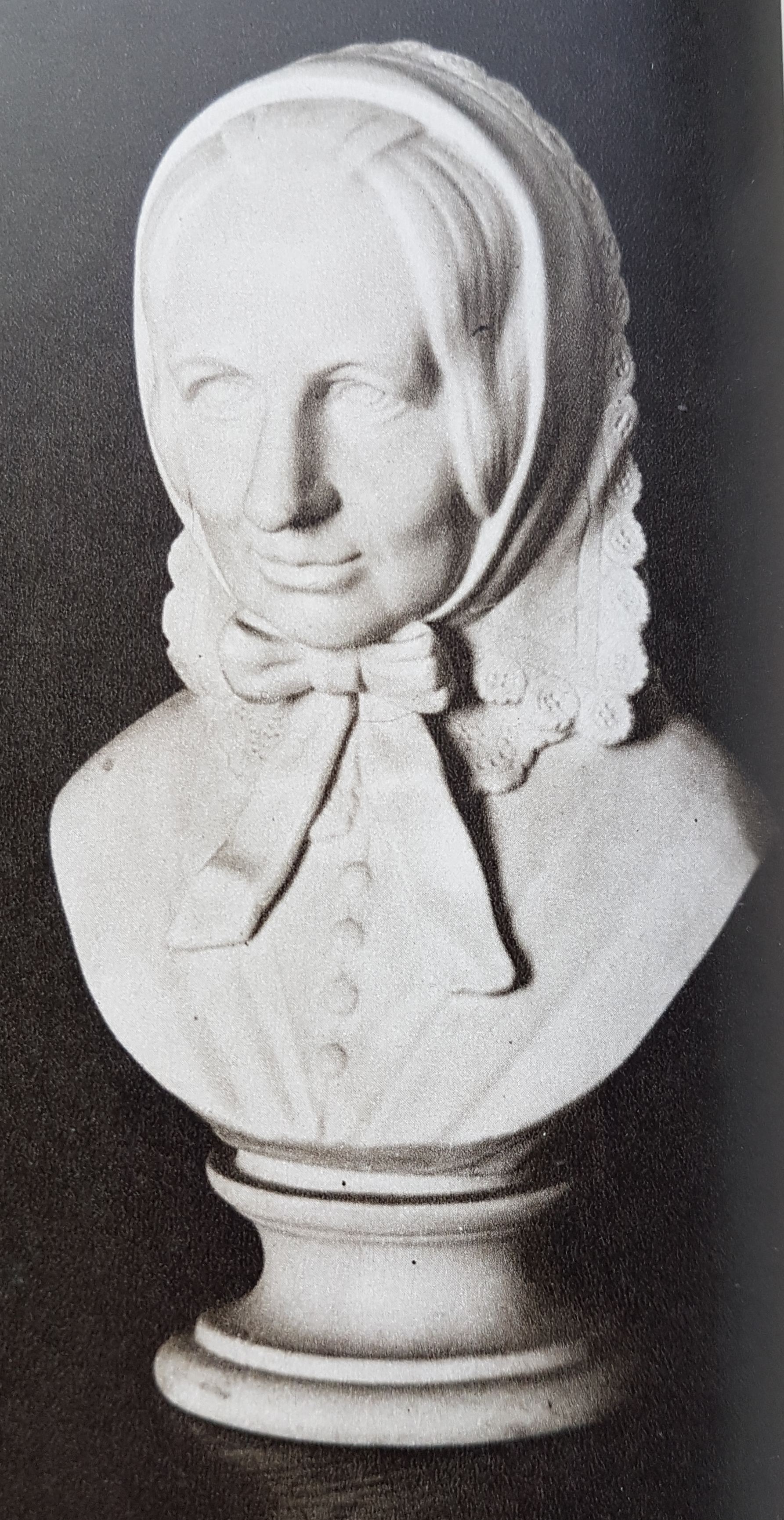
Бюст Фредрики Бремер. Костяной фарфор.
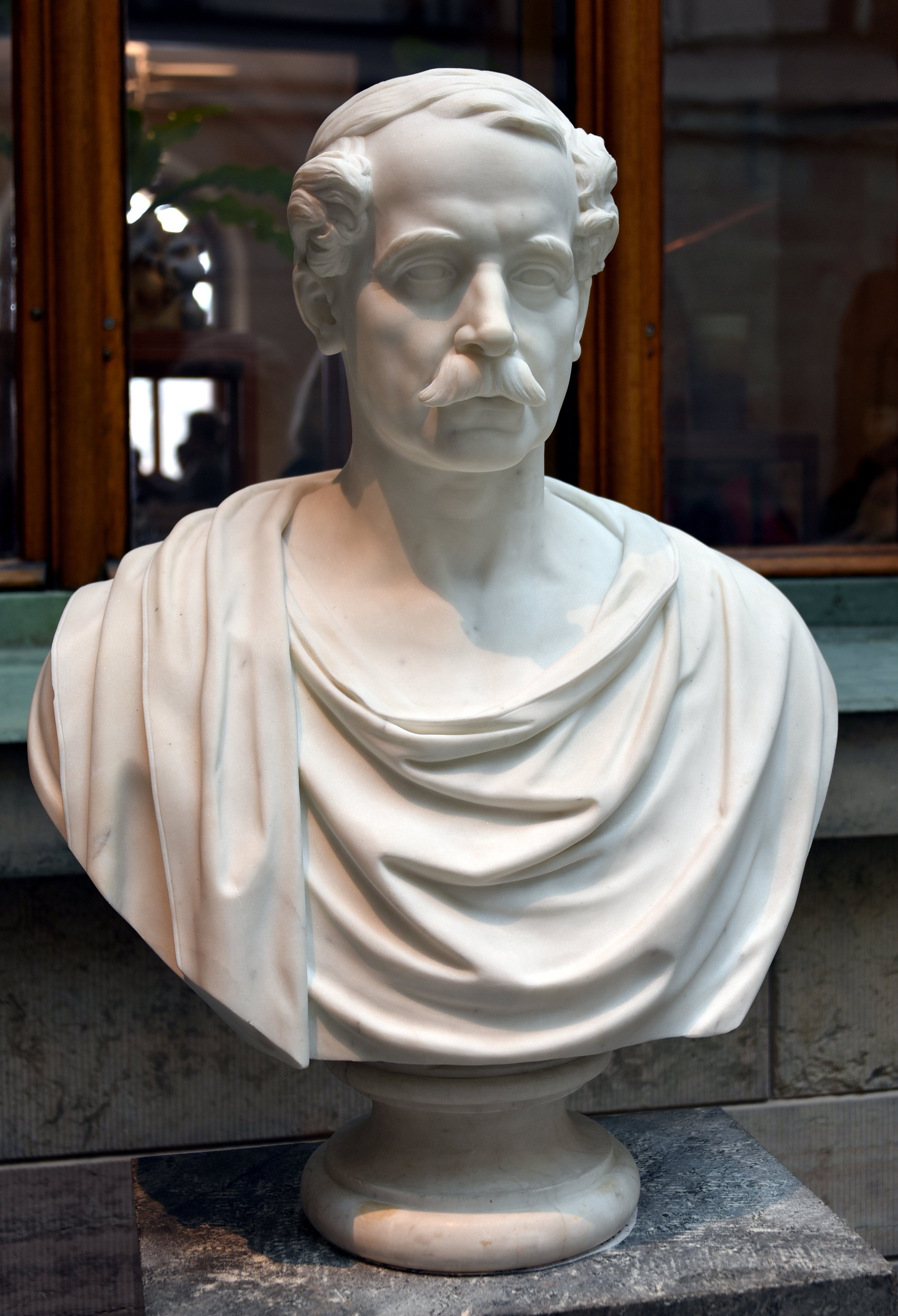
Бюст Нильса Эриксона, Национальный музей Швеции, Стокгольм.